# Agua Bendita, Amanalco
Agua Bendita är en ort i Mexiko, tillhörande kommunen Amanalco i den västra delen av delstaten Mexiko, i den centrala delen av landet. Orten hade 594 invånare vid folkräkningen 2010.